# Xô viết Tối cao Cộng hòa Xã hội chủ nghĩa Xô viết Ukraina
Xô viết Tối cao Cộng hòa Xã hội chủ nghĩa Xô viết Ukraina (tiếng Ukraina: Верховна Рада Української РСР, Verkhovna Rada Ukrains'koi RSR; tiếng Nga: Верховный Совет Украинской ССР, Verkhovnyy Sovet Ukrainskoy SSR) là xô viết tối cao (cơ quan lập pháp chính) của Cộng hòa Xã hội chủ nghĩa Xô viết Ukraina (CHXHCNXV Ukraina), một trong những nước cộng hòa liên bang của Liên Xô. Xô viết tối cao của CHXHCNXV Ukraina được thành lập vào năm 1937, thay thế Đại hội Xô viết toàn Ukraina.
Trước khi demokratizatsiya (dân chủ hóa), Xô viết Tối cao được mô tả như một con dấu cao su cho chế độ Ukraina Xô viết, hoặc chỉ có thể ảnh hưởng đến các vấn đề ít nhạy cảm và ít quan trọng đối với chế độ của Đảng Cộng sản Ukraina, tương tự như tất cả các xô viết tối cao khác tại các nước cộng hòa liên bang. Cuộc bầu cử năm 1990 tại Ukraina là cuộc bầu cử đầu tiên tại Ukraina Xô viết mà các đảng đối lập được phép tranh cử.
Cuộc bầu cử đầu tiên cho Xô viết Tối cao của CHXHCNXV Ukraina được tổ chức từ ngày 25 tháng 7 đến ngày 28 tháng 7 năm 1938. Tổng cộng có 304 đại biểu được bầu và Mykhailo Burmystenko được bầu làm Chủ tịch Xô viết Tối cao của CHXHCNXV Ukraina.
Sau cái chết của Burmystenko vào năm 1941, vị trí Chủ tịch Xô viết Tối cao của Cộng hòa Xã hội chủ nghĩa Xô viết Ukraina bị bỏ trống cho đến năm 1947. Chủ tịch Xô viết tối cao của Cộng hòa xã hội chủ nghĩa Xô viết Ukraina tại vị lâu nhất là Oleksandr Korniychuk.
Danh sách Chủ tịch Xô Viết Tối cao:
| Chân dung | Chủ tịch             | Nhậm chức           | Bãi nhiệm/ Miễn nhiệm |
| --------- | -------------------- | ------------------- | --------------------- |
|           | Mykhailo Burmystenko | 25 tháng 7 năm 1938 | 9 tháng 9 năm 1941    |
|           | Oleksandr Korniychuk | 1947                | 1953                  |
|           | Pavlo Tychyna        | 1953                | 1959                  |
|           | Oleksandr Korniychuk | 1959                | 1972                  |
|           | Mykhailo Bilyi       | 1972                | 1980                  |
|           | Kostiantyn Sytnyk    | 1980                | 1985                  |
|           | Platon Kostiuk       | 1985                | 4 tháng 6 năm 1990    |
|           | Vladimir Ivashko     | 4 tháng 6 năm 1990  | 9 tháng 7 năm 1990    |
|           | Leonid Kravchuk      | 23 tháng 7 năm 1990 | 5 tháng 12 năm 1991   |